# Secondo Magni
Secondo Magni (Massarella, 24 marzo 1912 – Larciano, 17 agosto 1997) è stato un ciclista su strada italiano.
Professionista e indipendente tra il 1932 e il 1946, vinse il Giro del Veneto 1938 e una tappa al Giro d'Italia 1939. Il fratello minore Vittorio fu anch'egli ciclista professionista.

## Carriera
Passato indipendente nel 1932, fu poi attivo come professionista correndo per la Legnano, la Wolsit, la Benotto e la Ricci. Colse i principali successi nel biennio 1938-1939: nel 1938 vinse il Giro dell'Umbria, tre tappe al Giro dei Tre Mari e il Giro del Veneto, mentre nel 1939 fece sua la tappa di Cortina d'Ampezzo al Giro d'Italia, vestendo anche per una tappa la maglia rosa.

## Palmarès
- 1931 (dilettanti)

Coppa Pietro Linari
- 1932 (individuale, tre vittorie)

Giro delle Due Province di Prato
Coppa Zucchi
Coppa Pietro Linari
- 1937 (Legnano, una vittoria)

Giro del Casentino
- 1938 (Legnano/Wolsit/S.C. Binda, sei vittorie)

Coppa Città di Busto Arsizio
Giro dell'Umbria
5ª tappa Giro dei Tre Mari (Bari > Potenza)
6ª tappa Giro dei Tre Mari (Potenza > Lagonegro)
8ª tappa Giro dei Tre Mari (Cosenza > Catanzaro)
Giro del Veneto
- 1939 (Legnano, una vittoria)

16ª tappa Giro d'Italia (Gorizia > Cortina d'Ampezzo)

## Piazzamenti

### Grandi Giri
- Giro d'Italia

1939: 12º
1940: 26º

### Classiche monumento
- Milano-Sanremo

1932: 75
1938: 49º
1940: 23º
1941: 43º
- Giro di Lombardia

1932: 26º
1938: 6º
1939: 8º
1941: 34º